# جون شتاينر (محلل نفساني)
جون شتاينر (بالإنجليزية: John Steiner)‏ هو محلل نفساني وطبيب نفسي بريطاني، ولد في 3 فبراير 1934.